# Serkan Göcer
Serkan Göcer (* 26. März 1993 in Dernbach) ist ein deutscher Fußballspieler.

## Karriere
Serkan Göcer begann im Koblenzer Stadtteil Horchheim beim FC 1911 Horchheim mit dem Fußballspielen und wechselte mit zwölf Jahren zur TuS Koblenz. Im ersten U-19-Jahr spielte er bereits für die U-23 in der Rheinlandliga. Mit 18 Jahren bekam der offensive Mittelfeldspieler ein Angebot für einen Zweijahresvertrag von Rot-Weiß Oberhausen mit Perspektive für die Drittligamannschaft. Während er in der Saison 2011/12 gleichzeitig noch für die U-19 von RWO in der A-Jugend-Bundesliga West auflief, kam er bereits am zweiten Spieltag zu seinem ersten Einsatz im Profifußball in der Schlussviertelstunde der Partie gegen den 1. FC Saarbrücken. Zur Saison 2012/13 wechselte Göcer zum 1. FC Saarbrücken, bei dem er einen Zweijahresvertrag bis zum 30. Juni 2014 unterschrieb. Am 21. Januar 2014 löste er den Vertrag mit den Saarländern auf. Grund dafür waren die vielen Neuzugänge in der Winterpause. Einen Tag später unterschrieb er einen bis Sommer 2015 datierten Vertrag bei der SV Elversberg. In seinem ersten Spiel für die SVE erzielte Göcer am 25. Januar 2014 gegen seinen ehemaligen Verein 1. FC Saarbrücken sein erstes Tor für Elversberg. Nach dem Abstieg der SV Elversberg aus der 3. Liga am Ende der Saison 2013/14 verließ Göcer den Verein und wechselte zum FC Schalke 04, mit dessen zweiter Mannschaft er in der Regionalliga West spielt. Zur Saison 2016/17 verließ Göcer die Schalker und wechselte zu den Kickers Offenbach. Drei Jahre später ging er dann weiter zum FC 08 Homburg, wo er aber wegen eines Kreuzbandrisses lange verletzt war. In drei Spielzeiten kam er deswegen nur auf 50 Pflichtspiele für die Saarländer und so wechselte Göcer im Sommer 2022 weiter zum SC Fortuna Köln.